# 술이 깨면 집에가자
술이 깨면 집에가자(酔いがさめたら、うちに帰ろう。)는 2010년 개봉한 일본의 가족 코미디 영화이다. 동명의 소설을 바탕으로 하고 있다.

## 캐스팅
- 아사노 타다노부 - 츠카하라 야스유키
- 나가사쿠 히로미 - 소노다 유키
- 카야마 요시코 - 츠카하라 히로코

## 수상
- 제 36회 호치 영화상 - 여우주연상 (나가사쿠 히로미)